# Myōgadani (metropolitana di Tokyo)
Myōgadani (茗荷谷駅?, Myōgadani-eki) è una stazione della metropolitana di Tokyo e si trova nel quartiere di Bunkyō, a Tokyo. La stazione serve un importante distretto residenziale, e i campus di alcune università, come l'Università di Ochanomizu e l'Università di Tsukuba.

## Linee

### Metropolitana
- Tokyo Metro
  - Linea Marunouchi

### Binari
| 1 | Linea Marunouchi | per Tōkyō, Ginza, Shinjuku, Ogikubo |
| 2 | Linea Marunouhi  | per Ikebukuro                       |